# 葉月ゆめ
葉月 ゆめ（はづき ゆめ、1992年2月6日 - ）は、日本のタレント、グラビアアイドル。東京都出身。PIG ROOM所属。

## 来歴
子供の時にタレント養成所に入る。柳里穂の芸名でデビューし、2009年アイドルグループ「キラキラ六本木女学院（キラポジョ）」に所属した。
ミスマガジン2010セミファイナルにノミネート。その後、葉月ゆめに改名。ヤングアニマルNEXTグラビアクイーンバトルセカンドシーズンにノミネート。
所属事務所は、2012年4月から2016年3月までエクセルヒューマンエイジェンシー。2016年4月から同年8月までPKPの預かり。その後フリーの期間を経て、2017年からASCHE、2019年4月からPIGROOMに所属している。
2022年4月から新しいことにチャレンジするため学校に行くことを2021年10月に自身のTwitter（現・X）で発表。毎月の撮影会や仕事は難しいとしているが、芸能界引退は考えていないとしている。
3年間の学生生活を経て、2025年3月、歯科衛生士の国家試験に合格。就職して働くため、芸能活動についてはできる範囲でのことになる旨を明らかにしている。

## 人物
趣味はカメラ・お散歩・美味しいものを食べること。特技はクラシックバレエ。

## 出演

### テレビ
- ビジュアルウェブS〜乙女学院〜（エンタ!371）
- デラコスっちゃお（エンタ!371）
- 愛しのメロンパン（テレ朝チャンネル）
- ZAK THE QUEEN（エンタ!371）
- まるごとTEEN GIRLS（Pigoo）
- タカアンドトシ&茂木健一郎のもしものドッキリで脳みそをダマしちゃうぞ!!SP（テレビ朝日）
- 負けたら水着!AKIBAグラドル麻雀（Pigoo）
- 爆問！最強ドッキリ祭（TBS）
- パチ×スロ おもしろTV パチファラ王（ジャンバリ.TV）
- あぷり娘（中京テレビ）
- 私生活むきだしバラエティ「キリウリ$アイドル」（TOKYO MX）
- ネリさまぁ〜ず（日本テレビ）
- 舟券女学院（日本レジャーチャンネル）
- ランク王国（TBS）
- 問題のあるレストラン（フジテレビ）
- ツボ娘（TBS）
- アルジャーノンに花束を（TBS）
- おーい!ひろいき村（フジテレビ）
- ゴッドタン（テレビ東京）
- ただいま、ゲーム実況中!!（テレ朝チャンネル）
- 鎧美女（フジテレビONE）
- 透明彼女 season5 #5（V☆パラダイス）

### 映画
- パーポーピーポー（2016年7月16日公開）

### 舞台
- 実は私は（2016年5月11日 - 15日、新宿村LIVE） - 藍澤涼 役
- アクターズトラッシュアッシュ 第20回公演「世界は僕のCUBEで造られる・2016」〜Premiere Edit Ver.〜（2016年6月15日 - 26日、サンモールスタジオ） - 角川（キューブレディ） 役
- PKPエンタテイメント プレゼンツvol.1 舞台「パリピ!!〜ゆずれない夏〜」（2016年8月11日、しもきた空間リバティ） - ゆめちゃん 役
- MODS#1「さらばセイシュンの光」（2017年11月22日 - 27日、犀の穴）

### 雑誌・書籍
- 週刊ヤングマガジン（講談社）
- 週刊プレイボーイ（集英社）
- Bejean（ジーオーティー）
- Hip&Lip（ワニマガジン社）
- ChuッSPECIAL（ワニマガジン社）
- ヤングアニマル（白泉社）
- Photoshop Lightroom 5 マスターブック for Windows & Mac（マイナビ）
- フォトテクニックデジタル（玄光社）
- ヤングジャンプ（集英社）
- BUBKA（白夜書房）
- エキサイティングマックス！Special（ぶんか社）
- エキサイティングマックス！（ぶんか社）
- バスグラフィック（ネコ・パブリッシング）
- アサ芸Secret Premium（徳間書店）
- CARトップ（交通タイムス社）
- smart（宝島社）
- DVD Dream（三和出版）
- DVDヨロシク（三和出版）
- ファミ通（KADOKAWA）
- 週刊実話（日本ジャーナル出版）
- ドカント（有限会社デジタルスタイル）
- ザ・ベストGOLD（ベストセラーズ）
- 週刊大衆（双葉社）
- 月刊キスカ（竹書房）
- GOLF TODAY「GTバーディーズ」（三栄、2019年 - ）[6]

### CM・広告
- 日清WEBムービー
- ワクワクメール
- NETCH
- AXE
- 日テレRESORT@seazoo
- マビノギ
- 日本郵便 年賀状 猫の声篇
- 明治安田生命 恋愛マナー講座〜オフィス編〜

### イベント
- 第二回ガチンコクッキングバトル鉄板（2013年6月1日）※優勝
- ガチンコクッキングバトル鉄板2013ファイナルマッチ（2013年12月14日）※優勝
- マイスマTV「マイスマ全部のせ」公開放送（2014年1月7日）
- 新春!コスプレ de DVD鑑賞ナイト in バナナボンゴ公開放送（ニコニコ生放送）（2014年1月15日）
- 「負けたら水着!AKIBAグラドル麻雀大会」公開収録（Pigoo）（2014年2月7日）
- ファイナルファンタジーXIV：新生エオルゼア「ミコッテ」役公開ニコ生オーディション（ニコニコ生放送、2014年3月3日）
- AnimeJapan 2014 ブレイドアンドソウル（2014年3月22 - 23日） - ダン・ロアナ 役
- ブレイドアンドソウルパッケージソフト発売記念イベント（2014年5月10日） - ダン・ロアナ 役
- AKIBA TOKYO COLLECTION（2014年8月29日）
- TOWA ビューティーフォーラム2014（2014年9月30日）
- 青参道アートフェア2014「大森直×葉月ゆめ」写真展（2014年10月23 - 26日）
- 第2回AKIBA TOKYO COLLECTION（2015年1月17日）
- 闘会議2015〜ゲーム大会とゲーム実況の祭典〜（2015年2月1日）
- バラエティイベントハコニワ（2015年2月23日）
- ニコニコ超会議2015 FFXIV:新生エオルゼア 超F.A.T.E. in TOKYO（2015年4月25 - 26日）
- 青森ドラッグストアショー2015（2015年6月14日）
- 映画「ゾンビーバー」先行プレミア上映会（2015年6月29日）
- 東京ゲームショウ2015 Cygamesブース「グランブルーファンタジー」（2015年9月17 - 20日） - ロゼッタ 役
- Intel® Club Extreme GAMERS WORLD「ファイナルファンタジーXIV」（2015年12月12 - 13日）
- 舞台版「実は私は」トークショー＆写メ会（2016年4月1日）
- 舞台版「実は私は」トークショー＆ハイタッチ会（2016年4月24日）
- 映画「パーポーピーポー」上映、監督＆出演者スペシャルトークショー（2016年7月16日）
- FINAL FANTASY XIV Fan Festival 2016（2016年12月25日）
- アキバMC会＆忘年会（2017年12月26日）
- emma pre. emma＆mina kuryu emotional live（2018年4月11日）

### WEB・携帯サイト
- 乙女学院
- Bejean online
- 牡丹と薔薇と百合
- 並木橋女学園☆放課後あゆみ倶楽部（2012年4月6日-2012年5月11日、シャテンTV）
- ゆめとも グラビア研究ゼミ（2012年5月18日-2013年6月20日、シャテンTV）
- ZAK THE QUEEN 2012 1st STAGE「“爆乳ムスメ”葉月ゆめ、ＺＡＫクイーンに登場！」
- ニコ生「U-23日本代表をみんなで応援しよう 決勝トーナメント 準々決勝」巫女 役（2012年8月4日）
- ゆめとも（2013年6月18日 - 、excel channel）
- DMMオークション
- 読みたガール365
- マイナビニュース
- Photogenic Weekend RETURNS
- 4K-STAR
- NEXTグラビアクイーンバトル セカンドシーズン
- ヤングアニマルTV
- ワクワクメール
- キュン写
- 見つめ＊TUBE
- マイスマ全部のせ（マイスマTV）
- 生ダネONLINE（ニコニコ生放送）
- ケータイYJ ぷるるんサバイバル
- 勝ち抜き人狼〜ウソつきを暴け〜（マイスマTV）
- sabra net strictly
- Ameba Studio
- インスタントジョンソンのかわいこちゃーん 〜スピンオフ特別企画・アメスタ海の家出張生放送！ 夏の陣〜
- 社会派討論バラエティー"IKUSA" キュートvsセクシー（ニコニコ生放送）
- 新生FFXIV 1周年記念 14時間生放送（ニコニコ生放送）
- Kimito（Yahoo!）
- ファイナルファンタジー14チャンネル（ニコニコ生放送）
- 週プレnet
- 月刊トレくるチャンネル
- ニコニコ神社 in プロゴルフツアー会場（ニコニコ生放送）
- VISUAL JAPAN SUMMIT（ニコニコ生放送）
- わいわいハロウィンナイト（WALLOP）
- 【超会議特番】出展企業対抗レーシング！「超-1グランプリ2018」（ニコニコ生放送）

### ミュージック・ビデオ
- さかいゆう『サマーアゲイン』

### その他
- JOYSOUND グラビア採点

## 作品

### DVD
- dream venus（2011年11月25日、アイドルファクトリー）
- ゆめ物語（2013年12月25日、エアーコントロール）
- 夏のゆめ。（2014年7月25日、エアーコントロール）
- 僕はゆめに恋してる（2014年10月23日、イーネット・フロンティア）
- 夢chu-（2015年1月30日、エスデジタル）
- ゆめうつつ（2015年4月20日、ラインコミュニケーションズ）
- ゆめきぶん（2015年7月23日、イーネット・フロンティア）
- ミルキー・グラマー（2017年6月23日、竹書房）
- ゆめ心地（2017年11月17日、双葉社）
- Pretty Dream（2018年2月20日、ラインコミュニケーションズ）
- Dream Vacation（2018年7月27日、スパイスビジュアル）
- 美しい人だから（2018年10月18日、ギルド）

### 写真集
- 原寸大おっぱい図鑑（2017年8月2日、写真:須崎祐次、一迅社）[7] - Hカップ代表

### 電子書籍・配信動画
- ラブドルネット
- ガールズエンターテイメントBWH
- 総立ち必至☆ゴックン美巨乳♪（本当にデカップ）
- 総立ち必至☆ゴックン美巨乳♪ Vol.02 （本当にデカップ）
- ムチムチぷりん女子校生　葉月ゆめ（サークルチェンジ）
- 激撮！！恥じらいガール 葉月ゆめ〜極上のマシュマロボインちゃん〜（五百十）
- Aircon+
- 先生の柔らかい谷間　葉月ゆめ（サークルチェンジ）
- むちむちむちむち女医　葉月ゆめ（サークルチェンジ）
- 激撮！！恥じらいガール 葉月ゆめ〜大人のカラダ〜（五百十）
- 極上OL社内教育　葉月ゆめ（サークルチェンジ）
- WE@アイドルTV
- 噂のH乳女神（本当にデカップ）
- そんなに見たいの…（本当にデカップ）

### トレーディングカード
- トレくる

### ゲーム
- ZAK THE Collection（GREE）